# Kanton Fraize
Fraize is een voormalig kanton van het departement Vosges in Frankrijk. Het kanton maakte deel uit van het Saint-Dié-des-Vosges.
Op 22 maart 2015 werd het kanton opgeheven. De gemeenten La Croix-aux-Mines, Entre-deux-Eaux, Mandray en Saint-Léonard werden opgenomen in het kanton Saint-Dié-des-Vosges-2, de overige vijf in het kanton Gérardmer.

## Gemeenten
Het kanton Fraize omvatte de volgende gemeenten:
- Anould
- Ban-sur-Meurthe-Clefcy
- La Croix-aux-Mines
- Entre-deux-Eaux
- Fraize (hoofdplaats)
- Mandray
- Plainfaing
- Saint-Léonard
- Le Valtin